# Xequtifz (glasbena skupina)
Xequtifz so slovenska glasbena skupina, ustanovljena leta 2006. Na glasbeni repertoar skupine vplivajo izvajalci Chic, Sisters Sledge, Diana Ross, Donna Summer, Earth Wind & Fire, Incognito, Jamiroquai, Michael Jackson, Shapeshifters, Freemasons, ... Skupina ustvarja v slovenskem in angleškem jeziku.
Poleg priredb tujih skladb skupina snema tudi avtorske pesmi:
- "Anywhere with you (Daleč stran)" (2009)
- "And We Danced (Bil je ples)" (2010)
- "Walking Away" (2011) – feat. Trkaj
- "Pazi da bo prav (Life is what you make it)" (2016)
- "Alone with you (Ti lahko vse)" (2018)[2]
- "Iconic" (2019)